# آمال فهمي
آمال فهمي إعلامية وإذاعية مصرية وُلدت عام 1926. حصلت على ليسانس الآداب من قسم اللغة العربية جامعة القاهرة. عُينت بالإذاعة عام 1951 وأدخلت الفوازير لأول مرة إلى الإذاعة العربية. قدمت برنامجها الأشهر على الناصية، خلفًا للإذاعي أحمد طاهر.

## أعمالها
كانت من أهم من ساهم في دعم الأعمال الخيرية على مستوى مصر وتنسيقها مع حالات متعددة ليعالجها الدكتور مجدي يعقوب
- عرضت الإذاعية الكبيرة آمال فهمى مختلف القضايا فمثلا قامت بالتسجيل في الجزائر- أثناء الاحتلال الفرنسي - مع أحد الجنود في وسط ميدان الحرب.
- قضية الطفلتين نسمة وبسمة.
- التقت من خلال برنامجها الكثير من الشخصيات المهمة منهم رائد الفضاء الروسي (جاجارين). قامت من خلاله بالنزول في أحد الاحتفالات بعيد البحرية في غواصة من القوات البحرية إلى عمق 800 قدم تحت سطح الماء.
- التقت عمال المناجم بالحمراوين على عمق 200 متر تحت سطح الأرض..
- جعلت من هذا البرنامج مساحة لجمع التبرعات لمستشفيات القلب والأورام.
- كانت صاحبة فكرة برنامج (الشعب يسأل والرئيس يجيب) مع الرئيس المعزول محمد مرسى. وعن هذا البرنامج تتحدث آمال فهمى

لـ«الأهرام العربي» قائلة: شهر رمضان شهر منافسة إعلامية وفيه تحاول كل الإذاعات والقنوات أن تجذب المستمع وتستحوذ عليه، تضيف فهمى فكرت في أن نكون حلقة تواصل بين الشعب والرئيس وبخاصة في هذا الشهر المبارك، لافتة النظر عندما قدمت الفكرة كنت متكتمة الخبر حتى لا تستولى عليها أي إذاعة أو أي قناة، مشيرة إلى أن هذه الفكرة استغرقت شهراً كاملاً للحصول على موافقة الرئيس د. محمد مرسى للإجابة عن تساؤلات المستمعين لإذاعة البرنامج العام، مؤكدة كانت من ضمن شروطى أن يذاع البرنامج حصرياً على إذاعة البرنامج العام عقب أذان المغرب مباشرة، وحرصت على ألا يسبق الحلقات أي إعلانات احتراماً لشخص الرئيس، 

## جوائزها
حازت جائزة مصطفى وعلي آمين للصحافة، وأصبحت بذلك أول شخص يحصل عليها بالإذاعة والتليفزيون. حولت تحقيقاتها الصحفية إلى تحقيقات إذاعية، وهو الفعل الذي لاقى إعجاب جماهير ومُستمعي الإذاعة. كما حصلت على لقب ملكة الكلام في الوطن العربي.

## مناصبها
- كانت أول سيدة ترأس إذاعة الشرق الأوسط عام 1964، ثم وكيلاً لوزارة الإعلام فمستشارًا لوزير الإعلام.
- تولت منصب مستشار الإذاعة في فترة الثمانينيات إلا أنها طوال هذه السنوات وعلى الرغم من مسؤولياتها العديدة، فإنها لم تتخل عن تقديم برنامج على الناصية.

## وفاتها
تُوفيت يوم الأحد الموافق 8 أبريل 2018 عن عمر ناهز 92 عاما.